# Yasmine Bleeth
Yasmine Amanda Bleeth, född 14 juni 1968 i New York, är en amerikansk skådespelare.
Bleeth är mest känd för sina roller som LeeAnn Demerest i TV-serien One Life to Live (1991-1993) och Caroline Holden i Baywatch (1994-1997). Hon har även medverkat i TV-serierna Nash Bridges och Titans. Bleeths första jobb som skådespelare var i en reklamfilm för Johnson & Johnsons No More Tears babyschampo, då hon endast var 10 månader gammal.
Bleeth gifte sig med Paul Cerrito den 25 augusti 2002 i Santa Barbara, och paret bor nu i Los Angeles och Scottsdale.

## Filmografi (urval)
- 1993–1997 – Baywatch (TV-serie) (71 avsnitt)
- 1995 – Här är ditt liv, Cory (TV-serie) (1 avsnitt)
- 1996 – Baywatch Nights (TV-serie) (1 avsnitt)
- 1998 – BASEketball
- 1998–2000 – Nash Bridges (TV-serie) (41 avsnitt)
- 1998 – Veronica (TV-serie) (1 avsnitt)
- 2002 – VIP (TV-serie) (1 avsnitt)
- 2003 – Baywatch: Hawaiian Wedding

### Teater
- Welcome to My Life (Oktober 1991)
- Looking for It (sena 1980)

### Musikvideo
- Bleeth medverkar i The Rembrandts' video This House is Not a Home